# 青森市立横内小学校
青森市立横内小学校（あおもりしりつ よこうちしょうがっこう）は、青森県青森市野尻にある公立小学校。児童数は、256人(2020年4月1日現在)。分教室もある。

## 沿革
- 1877年（明治10年）4月1日 - 横内小学として創立する。
- 1881年（明治14年） - 古民家を購入し、改造して校舎に充てる。
- 1887年（明治20年）4月1日 - 横内簡易小学校と改称。
- 1891年（明治24年）10月 - 校舎新築。
- 1893年（明治25年）4月1日 - 横内尋常小学校と改称。
- 1895年（明治28年）12月 - 補習科設置。
- 1904年（明治37年）6月22日 - 農業補習学校併設。
- 1918年（大正7年）8月20日 - 同窓会第二期1回総会開催。
- 1921年（大正10年）
  - 4月1日 - 新町野尋常小学校・四ツ石尋常小学校と統合。同時に雲谷・田茂木野に季節分教場をそれぞれ設置する。
  - 10月27日 - 校舎増改築。
- 1922年（大正11年）9月5日 - 横内・四ツ石・新町野3同窓会連合同窓会創立第1回総会開催。
- 1923年（大正12年）4月1日 - 高等科を併置し、横内尋常高等小学校と改称。
- 1926年（大正15年）
  - 4月1日 - 横内農業補習学校が、青年訓練所充当となる。
  - 10月27日 - 新校舎落成並びに創立50周年記念式典挙行。
- 1936年（昭和11年）4月1日 - 青年訓練所充当横内農業補習学校が、公立横内青年学校となる。
- 1938年（昭和13年）4月1日 - 雲谷・田茂木野の両季節分教場が通年化され分校となる。
- 1941年（昭和16年）4月1日 - 国民学校令により、横内国民学校と改称。
- 1947年（昭和22年）4月1日 - 学校教育法により、横内村立横内小学校と改称。
- 1953年（昭和26年）11月25日 - 校歌制定。
- 1953年（昭和28年）
  - .4月1日 - 田茂木野分校が、田茂木野小学校として、昇格独立。
  - 10月 - 校舎全面改築、移転。
- 1954年（昭和29年）10月1日 - 雲谷分校が、雲谷小学校として、昇格独立。
- 1955年（昭和30年）
  - 1月1日 - 町村合併により、青森市立横内小学校と改称。
  - 4月1日 - 牛館地区が荒川小学校学区に編入。
- 1970年（昭和45年）4月1日 - 雲谷小学校を統合。旧雲谷小学校は、横内小学校雲谷校舎となる。
- 1971年（昭和46年）4月1日 - 田茂木野小学校を統合。旧田茂木野小学校は、横内小学校田茂木野校舎となる。
- 1973年（昭和48年）
  - 10月 - 校章制定。
  - 12月10日 - 体育館竣工。
- 1975年（昭和50年）7月19日 - 水泳プール竣工。
- 1977年（昭和52年）9月25日 - 横内教育100年祭式挙行。
- 1979年（昭和54年）4月6日 - 幸畑小学校開校に伴い、児童の一部が移籍。
- 1987年（昭和62年）9月20日 - 創立110周年記念式典挙行。同窓会設立。
- 1994年（平成6年）11月7日 - 屋上防水工事（A・B棟）。
- 1999年（平成11年） - 児童自立支援施設青森県立子ども自立センターみらい施設内に合子沢分教室が開室。

## 部活動
- 野球部
- ミニバスケットボール部
- 音楽部

## 学区
横内、雲谷、野尻、妙見（1丁目～3丁目）、四ツ石、新町野、合子沢、問屋町（1丁目・2丁目）、卸町、幸畑（1丁目全域・2丁目の一部・3丁目の一部・5丁目の一部）、大矢沢（字野田、字里見の一部）

## 進学先
ほとんどの児童が、学区内の青森市立横内中学校に進学する。

## 分教室
- 児童自立支援施設青森県立子ども自立センターみらい施設内に合子沢分教室が併設されている。
  - 所在地 - 青森県青森市大字合子沢字松森265番地

## 周辺
- わくわくらんど
- 埋没林広場
- 横内川
  - 周辺ではないが、やや離れた所には、横内団地や横内中学校、身障者福祉センターねむのき会館がある。

## アクセス
- 青森市営バス「四ッ石」バス停下車後、徒歩約315m・約5分[1]。

## 参考資料
- 『新青森市史 別編教育（別巻） 年表・学校沿革』（青森市・2000年3月発行）「学校沿革 （一）小学校 横内小学校」
  - 190頁「校章の由来」
  - 190頁～191頁「変遷」（1994年の内容まで）